# Антонов Андрій Анатолійович
Андрі́й Анато́лійович Анто́нов — підполковник Збройних сил України.

## Життєпис
Станом на квітень 2012 року — командир першої авіаційної ескадрильї 7-ї бригади тактичної авіації імені Петра Франка.
У серпні 2014 року під час виконання бойового завдання у районі проведення АТО, на висоті 5 тисяч метрів, був збитий літак-бомбардувальник Су-24М з бортовим номером «27» російсько-терористичними військами ракетою СЗРГК «Панцир-С1». Командир екіпажу підполковник запасу Андрій Антонов і штурман майор Олександр Карачов успішно катапультувалися.

## Нагороди
29 вересня 2014 року — за особисту мужність і героїзм, виявлені у захисті державного суверенітету та територіальної цілісності України, вірність військовій присязі під час російсько-української війни, відзначений — нагороджений орденом «За мужність» III ступеня.